# Heterlimnius trivittatus
Heterlimnius trivittatus är en skalbaggsart som beskrevs av Brown. Heterlimnius trivittatus ingår i släktet Heterlimnius och familjen bäckbaggar. Inga underarter finns listade i Catalogue of Life.